# Pseudocefalinos
Pseudocefalinos (Pseudocephalini) é uma tribo de cerambicídeos da subfamília Cerambycinae.

## Gêneros
- Cyclocranium Van de Poll, 1981
- Formicomimus Aurivillius, 1897
- Myrmeciocephalus Vives, 2012
- Pseudocephalus Newman, 1842